# Theodoxus pallasi
Theodoxus pallasi is een slakkensoort uit de familie van de Neritidae. De wetenschappelijke naam van de soort is voor het eerst geldig gepubliceerd in 1924 door Lindholm.